# ソコリニキ駅
ソコリニキ駅（ソコリニキえき、ロシア語: Сокольники）はモスクワ地下鉄・ソコーリニチェスカヤ線の駅で、プレオブラジェンスカヤ・プローシャチ駅とクラスノセリスカヤ駅の間にある。ソコリニキ公園に近い。

## 歴史
1933年春に建設が開始され、1935年5月15日に開業した。当駅 - パールク・クリトゥールイ駅間はモスクワ地下鉄最初の営業区間である。